# Glòria Comas Tarrés
Glòria Comas Tarrés (Barcelona, 18 de juny de 1946) és una exfutbolista catalana, considerada una de les pioneres del futbol femení a Catalunya.
Interior dret, disputà el primer partit del Futbol Club Barcelona femení –sota el nom de Selecció Ciutat de Barcelona–, juntament amb altres futbolistes com Carme Nieto, Alicia Estivill, Núria Llansà, Lolita Ortiz i Imma Cabecerán, principal promotora de l'esdeveniment. Es jugà a l'estadi Camp Nou davant 60.000 espectadors contra la Unió Esportiva Centelles el dia de Nadal de 1970. Va patir una greu lesió trencant-se els lligaments en un partit contra el València, fet que es considera com la primera lesionada greu del futbol femení.